# Mont Bryce
El Mont Bryce (en anglès mount Bryce) és una muntanya de 3.507 m que es troba a l'extrem sud-oest del Camp de gel Columbia, dins la província de la Colúmbia Britànica, Canadà, i molt a prop de la frontera amb Alberta. El cim es pot observar des de la propera Icefields Parkway, la carretera que recorre els parcs nacionals de Banff i Jasper.

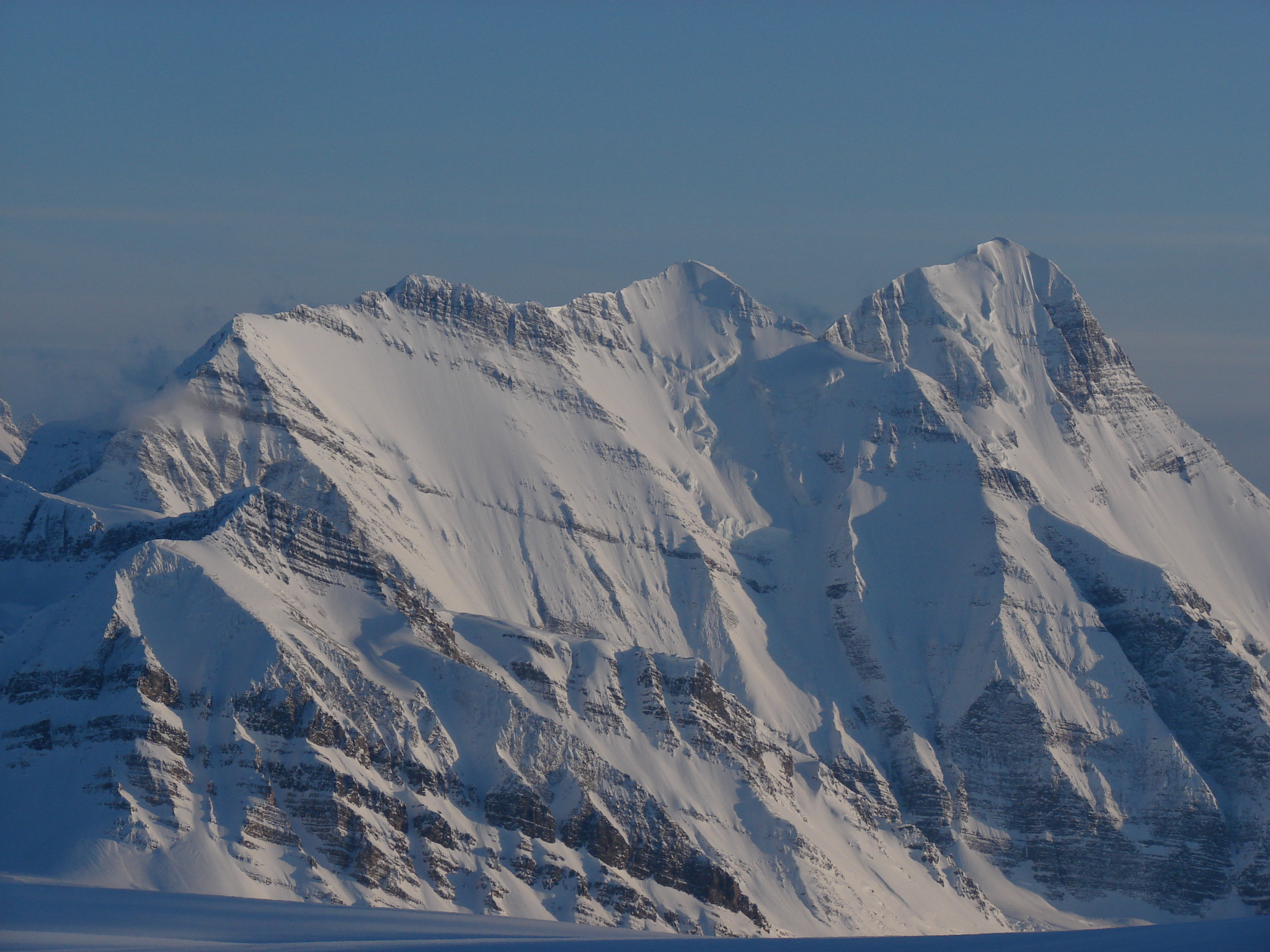
Cara nord del mont Bryce vist des del Camp de gel Columbia.

El cim va rebre el seu nom el 1898 per part de J. Norman Collie, primer a descriure la zona, en record al vescomte James Bryce, President de l'Alpine Club de Londres en aquells anys.
El mont Bryce és el quinzè cim més alt de la Colúmbia Britànica. Amb tot, el més notable és el gran desnivell que hi ha sobre les properes valls del sud, est i oest. Cap al nord es connecta mitjançant crestes amb el Camp de gel Columbia. Va ser escalada per primera vegada el 1902 per James Outram i Christian Kaufmann, però són poques les ascensions que s'hi fan degut al difícil accés.